# La Coma i la Pedra
La Coma i la Pedra település Spanyolországban, Lleida tartományban. La Coma i la Pedra Josa i Tuixén, Gósol, Guixers, Sant Llorenç de Morunys, Odèn és La Vansa i Fórnols községekkel határos. Lakosainak száma 282 fő (2024).

## Népesség
A település népessége az utóbbi években az alábbiak szerint változott:
| Lakosok száma | 169  | 741  | 465  | 445  | 245  | 254  | 278  | 269  | 265  | 282  |
|               | 1717 | 1887 | 1936 | 1960 | 1986 | 2004 | 2009 | 2014 | 2019 | 2024 |